# 풍무역
풍무역(豊舞驛, Pungmu station) 또는 연세하나병원역(Yeonsehana Hospital station)은 경기도 김포시 사우동에 위치한 김포 도시철도의 전철역이다. 역명과 달리 풍무동이 아닌 사우동에 있다. 정확하게 말하면 풍무역 바로 밑이 풍무동이다. 계양천 하저터널로 고촌역과 연결된다. 병기역명은 연세하나병원이다.

## 역사
- 2016년 6월 20일: 풍무역으로 역명 확정[1]
- 2018년 4월 18일: 풍무(연세하나병원)역(豊舞沙隅驛)으로 역명 변경
- 2019년 9월 28일: 김포 도시철도 개통과 함께 영업 개시

## 역 구조
2면 2선 상대식 승강장이며, 승강장에 스크린도어가 설치되었다.
| 사우(김포시청) ↑ |
| \| 상            |
| ↓ 고촌           |

| 상행 | ● 김포 도시철도 | 양촌 방면     |
| 하행 | ● 김포 도시철도 | 김포공항 방면 |

## 역 주변
- 이마트 트레이더스 김포점
  - 자주 이마트 트레이더스 김포점
- 제26호 근린공원
- 김포신풍초등학교
- 풍무도서관
- 풍무동 행정복지센터
- 양도중학교
- 풍무역 푸르지오시티

## 인접한 역
| 김포 도시철도                 | 김포 도시철도   | 김포 도시철도           |
| ----------------------------- | --------------- | ----------------------- |
| G106 사우(김포시청) 양촌 방면 | ● 김포 도시철도 | G108 고촌 김포공항 방면 |